# Slug Line
| Recensione                        | Giudizio |
| --------------------------------- | -------- |
| AllMusic                          | [ 1 ]    |
| Robert Christgau                  | B+       |
| The New Rolling Stone Album Guide | [ 3 ]    |
| Piero Scaruffi                    | [ 4 ]    |
| Dizionario del Pop-Rock           | [ 5 ]    |
| 24.000 dischi                     | [ 6 ]    |

Slug Line è il terzo album di John Hiatt, pubblicato dalla MCA Records nel 1979.

## Tracce
Brani composti da John Hiatt, eccetto dove indicato.
Lato A
1. You Used to Kiss the Girls – 2:31
2. The Negroes Were Dancing – 2:45
3. Slug Line – 2:59
4. Madonna Road – 4:18 (Jim Wismar, John Hiatt)
5. (No More) Dancin' in the Street – 2:22
6. Long Night – 5:18

Durata totale: 20:13
Lato B
1. The Night That Kenny Died – 2:34
2. Radio Girl – 2:54
3. You're My Love Interest – 3:14
4. Take Off Your Uniform – 4:06
5. Sharon's Got a Drugstore – 2:10
6. Washable Ink – 3:19

Durata totale: 18:17

## Musicisti
- John Hiatt - chitarra, voce
- Doug Yankus - chitarra
- Todd Cochran - pianoforte, organo
- Etan McElroy - pianoforte
- Etan McElroy - accompagnamento vocale (brano: Washable Ink)
- Jon Paris - basso, chitarra
- Veyler Hildebrand - basso
- Bruce Gary - batteria
- B.J. Wilson - batteria
- Jerry Conway - batteria
- Thom Mooney - batteria